# Miasto (Szwecja)

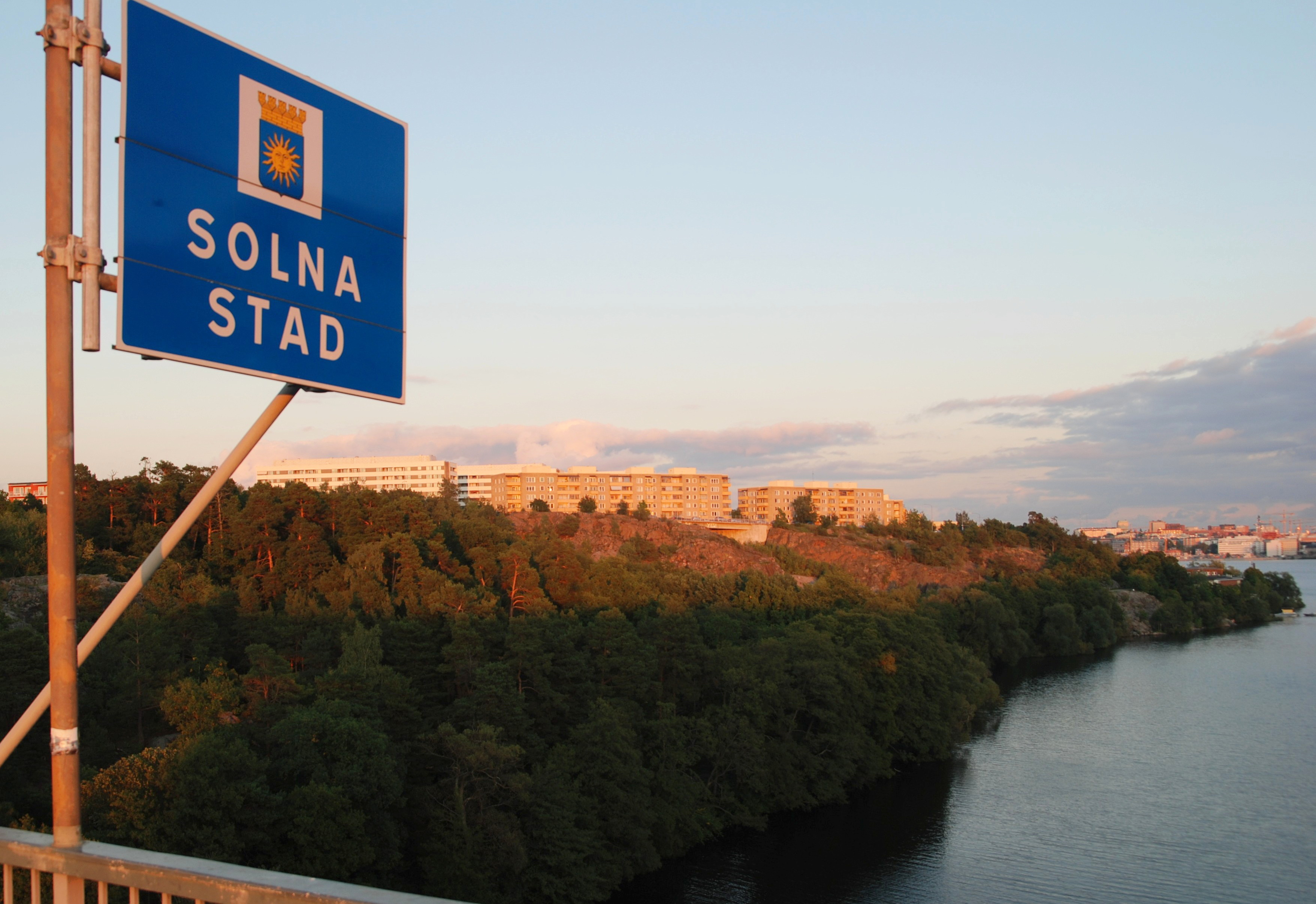
Solna jest jedną z gmin używających w swojej nazwie określenia „miasto” (stad)

Pojęciem miasto (stad) nieformalnie określa się w Szwecji miejscowość posiadającą historyczny status miasta (gminy miejskiej; stadskommun), nadany jej przed 1 stycznia 1971 r. Z chwilą wprowadzenia w życie reformy administracyjnej 1971 r. oraz jednolitego typu gminy, posiadanie statusu miasta straciło administracyjne i prawne znaczenie.
Potocznie jednak termin „miasto” używany jest ogólnie na określenie większego tätortu, który zazwyczaj samodzielnie pełni funkcję ośrodka administracyjnego lub centralnego dla danego obszaru. Formalnie jednak, według kryteriów prawno-administracyjnych oraz statystycznych, w Szwecji rozróżnia się obecnie jedynie podział na gminy oraz tätorty.
Od połowy lat 80. XX w. niektóre gminy, obok formalnego terminu „gmina” (kommun), używają pojęcia „miasto” (stad) na określenie całości swojego terytorium, także terenu poza obszarem zabudowy typu miejskiego. W 2014 r. określenie stad w swojej nazwie używało czternaście gmin:
| - Borås (Borås stad) - Göteborg (Göteborgs stad) - Haparanda (Haparanda stad) - Helsingborg (Helsingborgs stad) - Landskrona (Landskrona stad) - Lidingö (Lidingö stad) - Malmö (Malmö stad) | - Mölndal (Mölndals stad) - Solna (Solna stad) - Sztokholm (Stockholms stad) - Sundbyberg (Sundbybergs stad) - Trollhättan (Trollhättans stad) - Vaxholm (Vaxholms stad) - Västerås (Västerås stad) |